# Cercle de Bla
Le cercle de Bla est une circonscription administrative malienne, il constitue le 2e cercle de la région de Ségou et a pour chef-lieu la ville de Bla.

## Histoire
Le cercle est instauré en 1977, il couvre une superficie de 6 094 km2 et s'étend sur 17 communes rurales et 223 villages. 
De 1977 à 2023, le cercle compte 17 communes : Béguéné, Bla, Diaramana, Diena, Dougouolo, Falo, Fani, Kazangasso, Kemeni, Korodougou, Koulandougou, Niala, Samabogo, Somasso, Tiemena, Touna, Yangasso.
Lors de la réforme administrative de 2023, le cercle perd son statut de collectivité territoriale et 6 communes, les 5 communes de Yangasso, Kazangasso, Korodougou, Koulandougou et Fani sont versées dans le cercle de Yangasso, Diaramana est versée dans le cercle de Koutiala.

## Administration
Depuis 2023, le cercle codé en 0402 compte 5 arrondissements, 11 communes et 128 VFQ : villages, fractions et quartiers. 
| Code   | Arrondissement                |
| ------ | ----------------------------- |
| 040201 | Arrondissement central de Bla |
| 040202 | Arrondissement de Falo        |
| 040203 | Arrondissement de Touna       |
| 040204 | Arrondissement de Somasso     |
| 040205 | Arrondissement de Dougouolo   |

| Code     | Commune   | Chef-lieu | VFQ | Superficie (km2) |
| -------- | --------- | --------- | --- | ---------------- |
| 04020101 | Béguéné   | Béguéné   | 8   | 303              |
| 04020102 | Bla       | Bla       | 19  | 359              |
| 04020103 | Kemeni    | Kemeni    | 11  | 156              |
| 04020104 | Niala     | Niala     | 7   | 225              |
| 04020105 | Tiemena   | Tiemena   | 10  | 154              |
| 04020201 | Falo      | Falo      | 26  | 1545             |
| 04020301 | Diena     | Diena     | 5   | 303              |
| 04020302 | Touna     | Touna     | 24  | 504              |
| 04020401 | Samabogo  | Samabogo  | 7   | 187              |
| 04020402 | Somasso   | Somasso   | 5   | 138              |
| 04020501 | Dougouolo | Dougouolo | 6   | 123              |